# Vivo Fibra
Vivo Fibra, anteriormente Vivo Speedy, é um serviço de acesso a Internet que usa a tecnologia de fibra óptica e é oferecido pela empresa Vivo. Anteriormente, usava a tecnologia ADSL de banda larga. Atualmente, são oferecidos junto ao plano de internet, os serviços de telefone e TV da Vivo.
O serviço Vivo Fibra, está disponível atualmente nas velocidades de download: 300 Mega, 500 Mega, 700 Mega, e 1 Giga (na tecnologia de fibra óptica, a velocidade de upload pode chegar até 150 Mega, 250 Mega, 350 Mega, e 500 Mega, respectivamente, de acordo com a velocidade vigente disponível contratada).
Na época da Telefônica, o Speedy foi campeão em reclamações de consumidores no PROCON em 2006. Totalizou 2.262 reclamações naquele ano, representando 11% do total de reclamações da fundação.
Devido a unificação dos produtos Telefônica com a Vivo, à partir de abril de 2012, o Speedy passa a se chamar Vivo Speedy.

## Controvérsia sobre provedores de acesso
Por decisão judicial, a partir de 26 de Setembro de 2007 a Telefônica oferece conexão à internet pelo serviço Speedy sem a necessidade da contratação de um provedor de acesso a internet (ISP). Esta decisão judicial também obriga a Telefônica a ressarcir os gastos de seus clientes com provedores de acesso a partir do ano de 2003, mas esta obrigação está sendo questionada pela Telefônica em recurso.
Antes desta decisão judicial, todos os clientes que desejavam obter acesso a internet através do serviço Speedy eram obrigados a contratar um provedor de acesso à internet. Esta obrigatoriedade foi questionada na justiça por usuários como Daniel Fraga pois, de um ponto de vista técnico, todo o acesso a internet é feito através da rede IP da Telefônica.
Sobre esta questão, a Telefônica alegava que estava apenas cumprindo uma norma da Anatel. A Anatel alega que uma empresa de telecomunicações não possui autorização para oferecer o acesso a internet, e que somente os provedores de internet (ISPs) é que possuem tal autorização.

## Proibição de venda (Vivo Speedy)
Devido as falhas ocorridas na prestação do serviço durante o ano de 2009, a Agência Nacional de Telecomunicações determinou a suspensão da comercialização do serviço de banda larga Speedy, fornecido pela Telefônica. O motivo da suspensão foram as "interrupções reiteradas" na prestação do serviço que teriam atingido "número expressivo de usuários" do Speedy, segundo texto da decisão, publicada no Diário Oficial da União. Também foi exigido que a empresa apresentasse no prazo de 30 dias um plano para resolver os problemas que têm provocado o transtorno aos usuários do Speedy. Foi pedido ainda que a Telefônica informe aos interessados em contratar o serviço o motivo da proibição para a contratação determinada pela Anatel. As falhas ocorreram nos meses de fevereiro, março, abril, maio e junho.
 Em 25 de junho, a Telefônica fez um pedido pela suspensão da decisão que proíbe a comercialização do Speedy. No entanto, a Anatel rejeitou o pedido pois a suspensão da comercialização do Speedy teve como objetivo preservar os atuais usuários do serviço. A ampliação da base de assinantes aumentaria o volume de tráfego, com riscos de ampliar a vulnerabilidade e instabilidade da rede.

## Ajato
Ajato foi um serviço de acesso a Internet banda larga provido pela empresa TVA. Em 15 de abril de 2012 ocorreu a consolidação dos serviços Telefônica e TVA sob a marca Vivo. Desde então, o serviço passa a se chamar Vivo Speedy juntamente com o antigo Speedy da Telefônica.
Em (2006) o serviço Ajato estava disponível nas cidades de São Paulo e do Rio de Janeiro.

## GVT

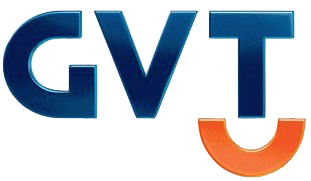
Logotipo da GVT

A fusão da GVT com a Vivo em 2014 marcou um importante evento no setor de telecomunicações brasileiro. A operação envolveu a aquisição da GVT pela Telefônica Brasil, controladora da Vivo, por aproximadamente 22 bilhões de reais. A GVT era reconhecida por sua infraestrutura de alta qualidade em internet banda larga e telefonia fixa, além de um atendimento bem avaliado.
Com a fusão, a Vivo incorporou a base de clientes da GVT e sua expertise tecnológica, permitindo uma expansão significativa de suas operações no mercado brasileiro. Um dos resultados notáveis foi o lançamento da Vivo Fibra, um serviço de internet de alta velocidade baseado em fibra óptica, que se destacou pela sua performance superior e estabilidade em comparação com tecnologias mais tradicionais.
A fusão também possibilitou à Vivo melhorar sua infraestrutura e ampliar a cobertura de serviços, beneficiando os consumidores com uma opção de internet banda larga mais avançada no Brasil.

## Equipamentos
Inicialmente, ainda na época que o serviço utilizava a tecnologia ADSL, era fornecido pela Vivo apenas um modem, sem função roteador, afim de conectar apenas um dispositivo (comumente um computador ou roteador adquirido pelo cliente). Posteriormente com a popularização dos roteadores e dispositivos Wi-Fi, a Vivo passou a fornecer um equipamento com a função de roteador e ponto de acesso. Atualmente, apesar do foco em fibra óptica, o serviço de internet ADSL ainda existe e se chama Vivo Internet.
Com o inicio da instalação de fibra óptica, a Vivo passou instalar dois equipamentos: uma ONT (Optical Network Terminal ou Terminal de Rede Óptica) e um roteador com ponto de acesso embutido, e eventualmente uma conexão para cabo coaxial, comumente usada para o serviço de TV. Atualmente, a Vivo fornece somente um equipamento, com todas as funções necessárias (ONU - Unidade de Fibra Óptica ou Optic Network Unit).
Existem diversas controvérsias sobre a qualidade desses equipamentos, assim como ocorre em outros provedores de internet. Por conta disso, muitos usuários procuram configurar esses equipamentos em modo ponte (bridge), a fim de solucionar tais questões. A Vivo, até hoje, é acusada de desincentivar essa prática, com páginas de alerta dizendo que tal configuração pode interromper o fornecimento do serviço, principalmente de TV e telefone. Mais recentemente, a operadora bloqueou o acesso da página de configuração avançada de seus roteadores, impedindo a configuração de alguns equipamentos em modo ponte, principalmente quando a TV ou telefone estão em funcionamento.  